# Lucien Jasseron
Lucien Jasseron (Saint-Leu, 29 dicembre 1913 – Bron, 15 novembre 1999) è stato un calciatore e allenatore di calcio francese, di ruolo centrocampista.

## Palmarès

### Giocatore

#### Competizioni nazionali
- Ligue 2: 1

Le Havre: 1937-1938
- Coppa di Francia: 1

RC Parigi: 1944-1945

### Allenatore

#### Competizioni nazionali
- Ligue 2: 2

Le Havre: 1958-1959
Bastia: 1967-1968
- Coppa di Francia: 2

Le Havre: 1958-1959
O. Lione: 1963-1964
- Supercoppa francese: 1

Le Havre: 1959